# Klabböle kraftverk

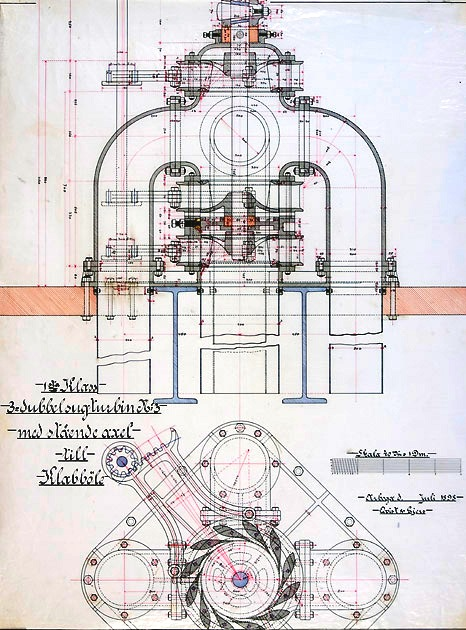
Turbinritningen från Qvist & Gjers.

Klabböle kraftverk var ett vattenkraftverk i Umeå som togs i drift 1899 och levererade ström fram till 1958. Kraftverket är idag ett museum beläget på Umeälvens södra sida nedanför Klabböle by, cirka 7 kilometer uppströms från Umeå.
Redan på 1500-talet fanns en skvaltkvarn i Klabböleforsen för mjölmalning och en vattendriven såg. I Umeå centrum fanns ett ångkraftverk från 1892 som behövde ersättas. Umeå stad köpte forsen för att bygga ett vattenkraftverk år 1897. Det projekterades av Qvist & Gjers ingenjörsbyrå i Arboga som ritade, konstruerade och byggde kraftverket med två aggregat på sammanlagt 400 kW, med plats för två aggregat till. Av kostnadsskäl och på grund av kungsådran så dämde man inte hela älven. Istället byggdes en ledarm i forsnacke som skapade en kanal till kraftverket. Kraftverket levererade ström till Umeå första gången 6 december 1899. Redan efter ett par veckor fick det problem att producera ström på grund av issörja, något som blev ett återkommande problem. Orsaken var att kraftverket var placerat i nedre delen av forskomplexet mellan Norrfors och Klabböle, vilket kylde av vattnet så pass att det kunde bli underkylt.
Kraftverket utnyttjade endast 10 kubikmeter per sekund av älvens medelvattenföring på 430 kubikmeter per sekund. Således byggdes Kraftverket ut 1904 med ett tredje aggregat på 200 kW. Därefter byggde Axel Rudolf Bergman vid sidan av det gamla "Det nya verket" av tegel och betong, som stod klart den 28 maj 1910. En mindre utbyggnad gjordes även 1914. Samtidigt ville Umeå stadskommun att Statens vattenfallsstyrelse skulle bygga ut Norrforsen, vilket de fick besked om att det skulle ske. Under och efter första världskriget gick det inte att finansiera projektet och därför byggdes Klabböle ut även 1931. År 1958 invigdes till slut det statliga vattenkraftverket Stornorrfors kraftverk i Norrforsen.
Nya verket i Klabböle revs och det gamla stängdes men står kvar och ingår numera som kraftverksmuseum i Umeå Energicentrum.